# コンコラプトル
コンコラプトル（Conchoraptor　"巻き貝の略奪者"の意味）は白亜紀後期に現在のアジアに生息していたオヴィラプトル科の獣脚類恐竜の属である。

## 記載

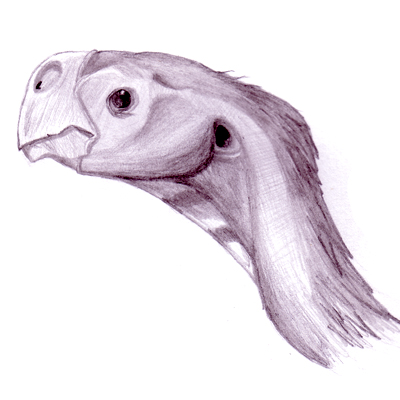
Conchoraptor gracilisの頭部復元図

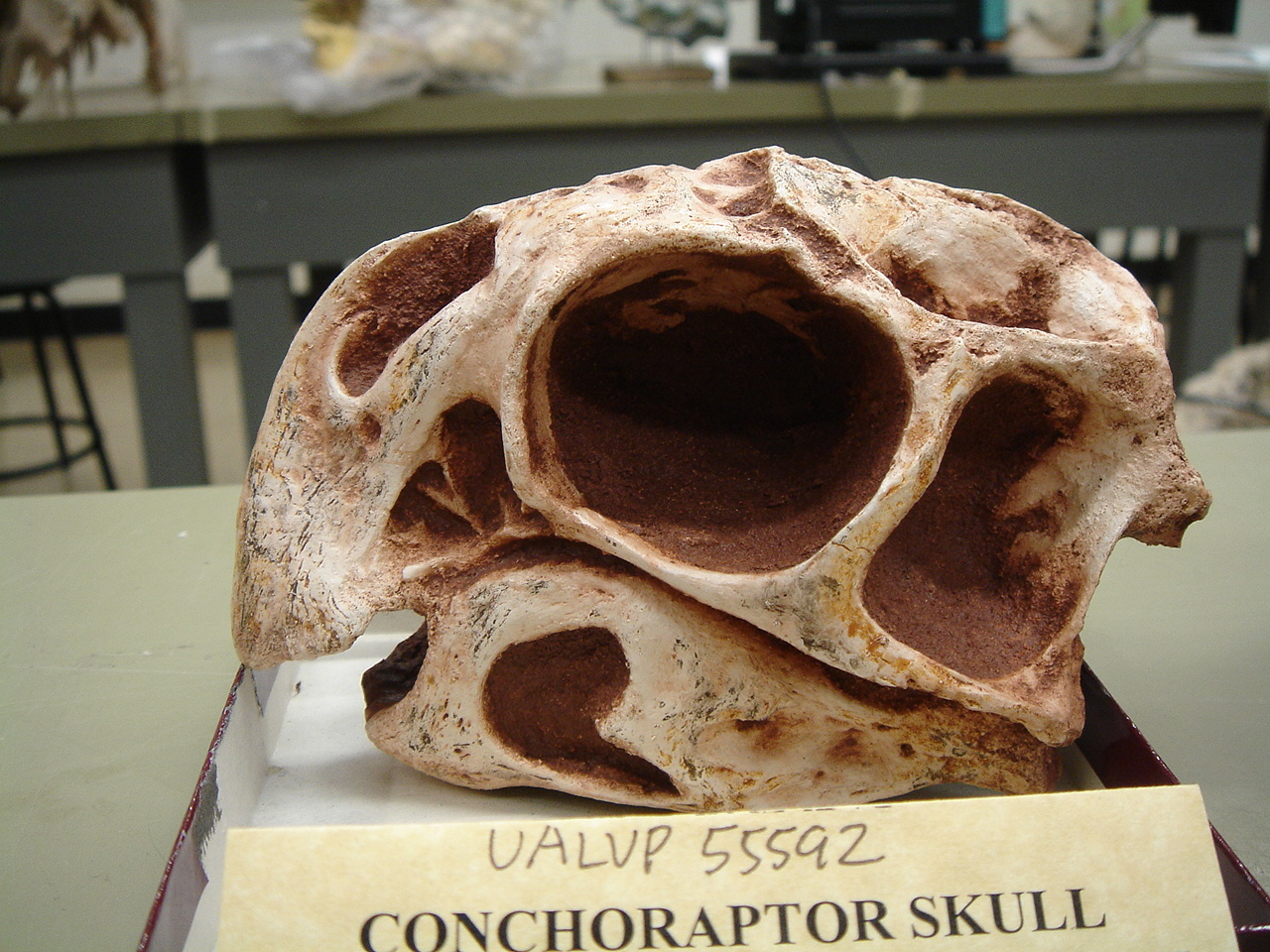
アルバータ大学の頭部骨格

コンコラプトルは小型の恐竜で、体長は1-2 m 。オヴィラプトル科では珍しく、頭部にとさかがなかった。 また、他のオヴィラプトル科の種と同様に歯はない。オヴィラプトル科の種は歯がない代わりに強力な嘴を持ち、軟体動物の殻も壊すことが出来たのだろうという推測から本種は「コンコラプトル」と命名された。コンコラプトルの頭骨は含気性の度合いが強く、ほとんどの骨に空隙があった。両耳の間の内部連絡は共鳴室と聴力の向上に機能した。

## 発見
最初の発見は1971年のポーランド・モンゴル調査隊によりネメグト累層（en ）の後期カンパニアンのハルミン・ツァヴ赤色岩（en ）で行われた 。頭部にはとさかがなく、多くの動物でとさかのようなものは性的成熟に達すると現れるものであることから、科学者らはコンコラプトルがオヴィラプトルの幼体だと考えた。更に複数の骨格を研究した結果、コンコラプトルは新しい属の特徴があると分かった 。コンコラプトルの手の特徴はオヴィラプトルから分離する主な決め手となった。解剖学的にこの手は進化的にインゲニアのものとオヴィラプトルのものの中間のようであり、明らかに既知の種に属するものではないことが分かった。
この属のタイプ種であるConchoraptor gracilisは1986年にリンチェン・バルスボルド（en）により命名、記載された。属名はギリシャ語で「ムール貝」を意味するkonkhèとラテン語で「略奪者」を意味するraptorより派生している。この名前はオヴィララプトル科の種は主に卵を狩るものだという伝統的な考えではなく、軟体動物を食べることに特化していたというバルスボルドの仮説にちなむものである。種小名はラテン語で「華奢な」という意味である。ホロタイプ標本 IGM 100/20は頭骨を含む部分骨格である。後に20以上の標本が公式にコンコラプトルのものであるとされた。

## 分類
コンコラプトルは1986年にボルスボルドによりオヴィラプトル科とされた。最近の分析ではオヴィラプトル科のインゲニア亜科のメンバーであるとされている。

## 関連
- ネメグト累層-発見地
- アジャンキンゲニア-近縁種

## 参照
1. 1 2 3 4 5 6 7 8 9  "Conchoraptor." In: Dodson, Peter & Britt, Brooks & Carpenter, Kenneth & Forster, Catherine A. & Gillette, David D. & Norell, Mark A. & Olshevsky, George & Parrish, J. Michael & Weishampel, David B. The Age of Dinosaurs. Publications International, LTD. p. 136. ISBN 0-7853-0443-6.
2. ↑  Kundrat, M. 2007, "Avian-like attributes of a virtual brain model of the oviraptorid theropod Conchoraptor gracilis", Naturwissenschaften 94: 499-504
3. ↑  Kundrat M. and Janacek, J., 2007, "Cranial pneumatization and auditory perceptions of the oviraptorid dinosaur Conchoraptor gracilis (Theropoda, Maniraptora) from the Late Cretaceous of Mongolia", Naturwissenschaften 94:769–778
4. ↑  Rinchen Barsbold, 1986, "Raubdinosaurier Oviraptoren". In: Vorobyeva, E. I. (ed.), Herpetologische Untersuchungen in der Mongolischen Volksrepublik. Akademia Nauk SSSR. pp. 210-223